# Ізраїльський роз'єднувальний мур

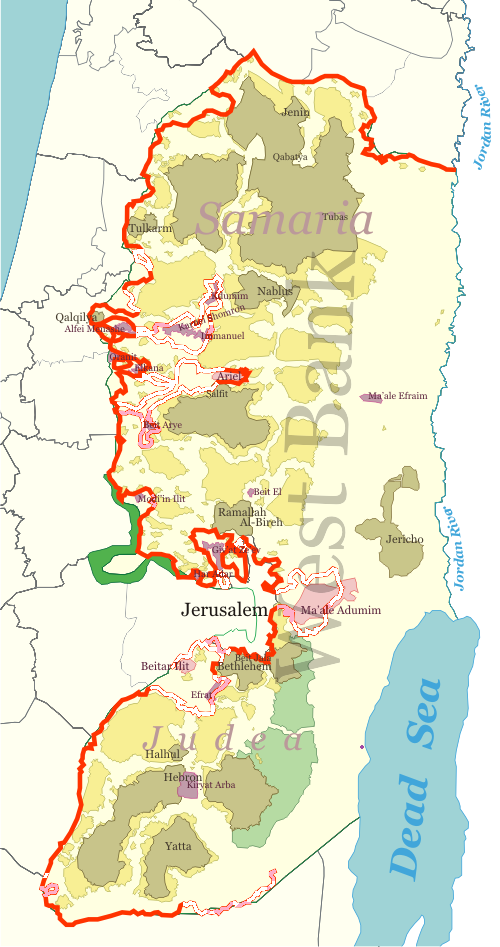
Роз'єднувальний мур станом на червень 2011 року. Червоним кольором позначена вже збудована ділянка, інші частини проекту знаходяться у різному стані добудови.

Ізраїльський роз'єднувальний мур (івр. גדר ההפרדה), також Мур безпеки — фортифікаційна споруда, що Ізраїль будує навколо палестинських територій Західного берега річки Йордан. Мур передбачався, як захист від терористичних актів палестинців, побудований переважно на палестинських територіях. Будівництво муру є об'єктом критики, як з боку палестинців, які називають цю споруду «Муром апартеїду», так і з боку деяких міжнародних організацій, які вказують на порушення прав людини, експропріацію земель, незручності для палестинців тощо.

## Історичні дані
Ідея побудови відгорожувального муру існувала в Ізраїлі довгий час, майже з початку заснування єврейської держави у 1949 році. Так, побудову муру-захисту від арабів планував ще Давид Бен-Гуріон та Зеєв Жаботинський. Щойно з посиленням арабо-ізраїльського протистояння у 2000—2001 роках та терористичних актів в Ізраїлі, ідея побудови муру стала реальністю. Рішення про побудову Роз'єднувального муру приймав уряд Аріеля Шарона, а будівництво розпочалося у квітні 2002 року. За виразом Шарона «мур побудував терор» і він передбачався, як тимчасовий захід, до остаточного вирішення ізраїльсько-палестинського конфлікту в майбутньому.
2005 року художник Бенксі на мурі зобразив картину «Дівчинка летить на кулях», яка відсилає до підтримки художником права палестинців на свободу пересування та вибору місця проживання.

## Характеристики

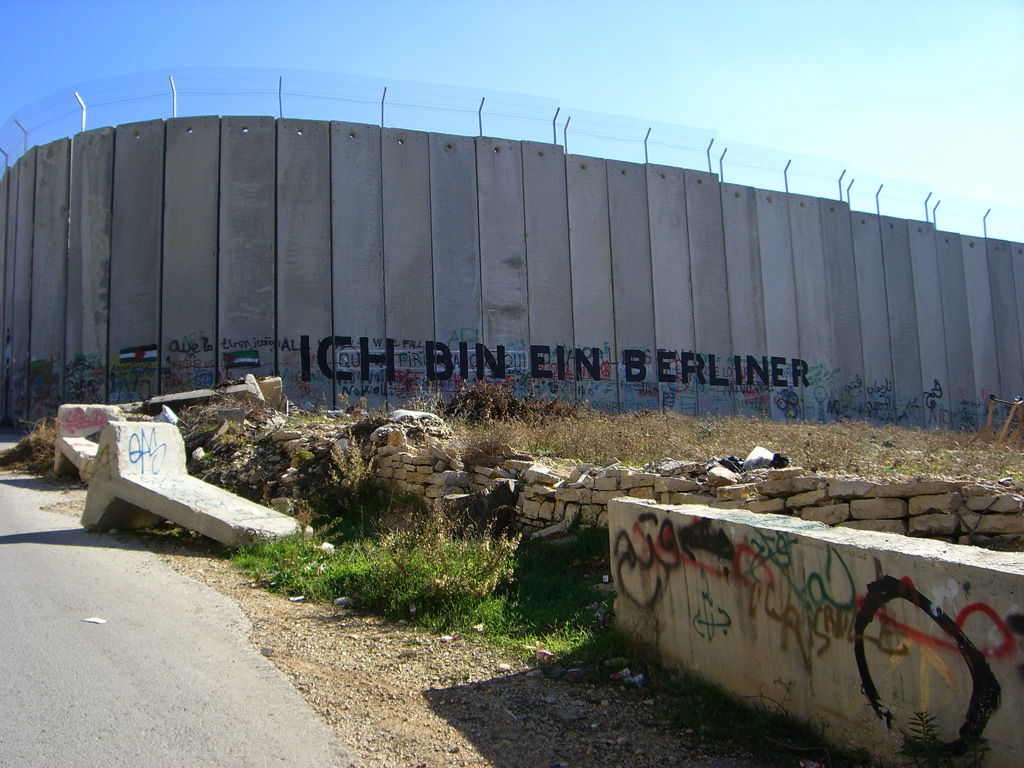
Мур безпеки із відомим висловом Джона Кеннеді: Я — берлінець

Роз'єднувальний мур являє собою досить складну фортифікаційну споруду, його ширина на деяких ділянках становить 60-70 метрів. Перед муром протягнутий колючий дріт, проходить рів; безпосередньо сама бетонна стіна сягає 6-8 метрів заввишки з електронною системою сигналізації. По іншу сторону, попід стіною проходить дорога, обгороджена колючим дротом. На різних ділянках у конструкції муру є певні, незначні відмінності. Довжина муру офіційно становить 850 кілометрів, хоча палестинці стверджують, що справжня довжина втричі більша. Для переходу існують КПП, для тих, хто має перепустки і скористається ними до 22 години.
Маршрут проходження муру безпеки дещо збігається із Зеленою лінією, але він розташований на палестинському боці цієї демаркаційної лінії. Крім того, простір між муром і Зеленою лінією оголошений забороненим, для чого з цієї території із власних поселень були виселені палестинці, майже 210 тисячам були завдані матеріальні та моральні збитки. Деякі сім'ї опинилися по різні боки муру. Мур також пройшов через сільськогосподарські об'єкти палестинців, майже 30 тисяч палестинських фермерів втратили або повністю, або частково свої землі, засоби для існування.

## Критика

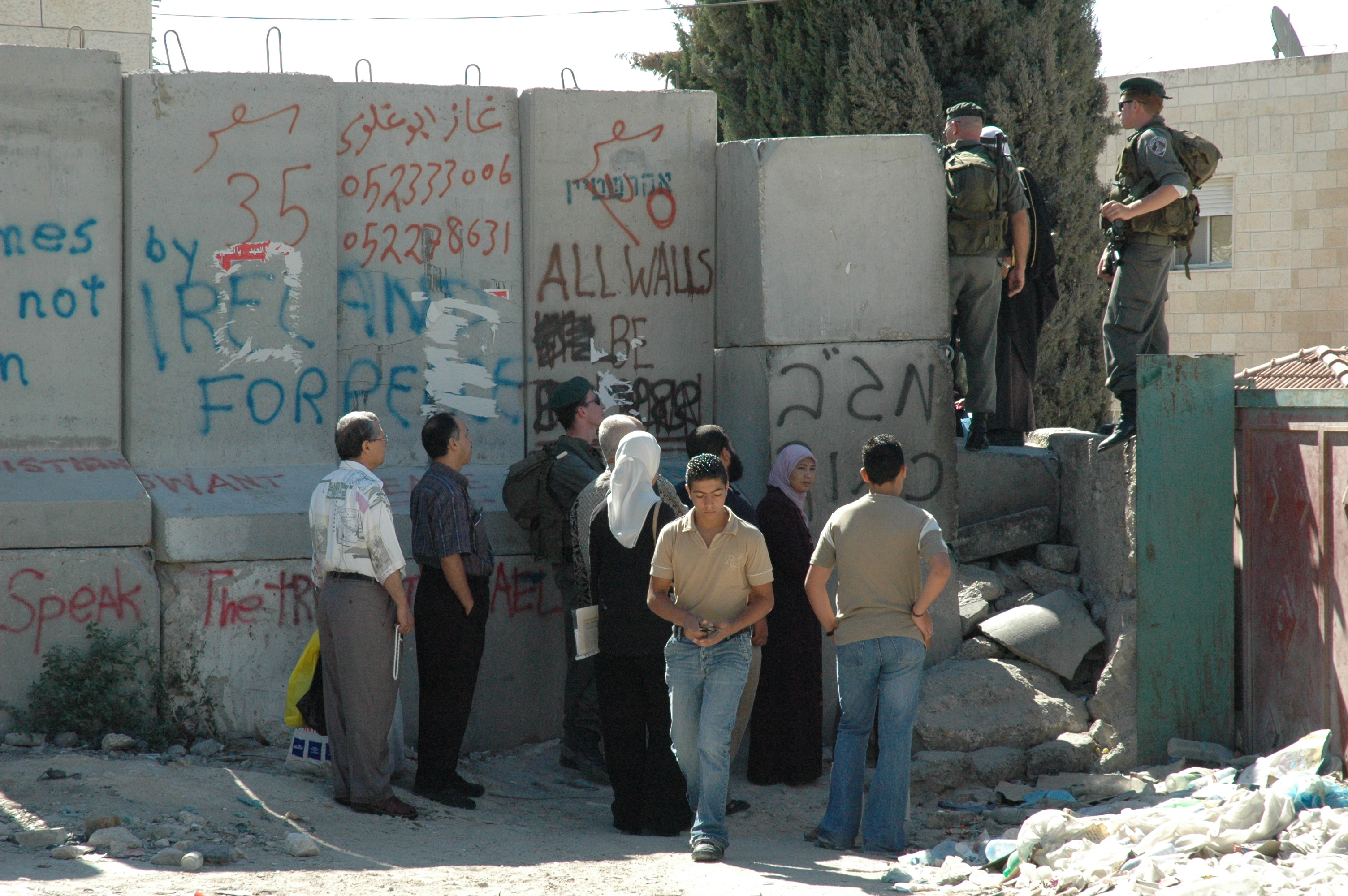
КПП для переходу на інший бік муру

Найбільш гострій критиці ідею побудови муру піддають палестинці, котрі називають її Муром апартеїду. Вони вказують, зокрема, що проходження муру по палестинській території позбавить їх права користуватися майже 40 % земель Західного берега. Крім того, на їх думку, побудова муру є проявом расизму і апартеїду, оскільки обмежує палестинців в окремих анклавах-гетто, схожих на південноафриканські бантустани, де також практикувався режим апартеїду. До такої критики муру також схиляються і деякі правозахисні організації, та голови держав. З осудом Роз'єднувального муру свого часу виступав папа Римський Іван-Павло ІІ, представники ЄС, ООН, президент Франції, уряд Швеції та деякі інші. На думку критиків, мур не тільки порушує міжнародні закони, але також ускладнює пошук мирного урегулювання конфлікту та посилює ворожнечу палестинців по відношенню до Ізраїлю, радикалізує конфлікт.
Незважаючи на критику, ідея спорудження Роз'єднувального муру користується підтримкою переважної більшості ізраїльтян. Щодо звинувачень у порушенні міжнародних законів, Ізраїль стверджує, що юридичний статус Західного Берегу та Зеленої лінії досі залишається невизначеним і тому Ізраїль не має жодних правових обмежень у побудові муру.